# Pergamon

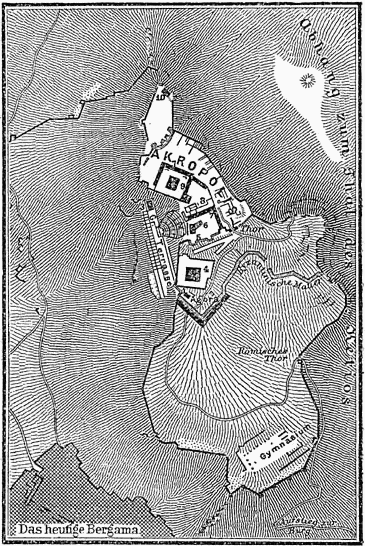
A pergamoni akropolisz (fellegvár) német nyelvű térképe

Pergamon (vagy Pergamosz, latinul: Pergamus vagy Pergamum; ma Bergama, Törökország) egy ókori görög város volt Kis-Ázsia északnyugati partvidékén.
2014-ben az UNESCO Világörökség részévé nyilvánították.

## A név eredete
Homérosz Iliaszában Trója fellegvárát jelenti, de ismertebb arról, hogy egy, a Kaikosz folyó mellé települt müsziai város neve is volt, amely másfél évszázadon át (i. e. 282–133) a Pergamoni birodalom központjaként és fővárosaként játszott jelentős szerepet.

## Története
A települést Xenophón görög hadvezér és történetíró említi először, i. e. 400. körül, Anabaszisz, illetve Hellénika című műveiben, de igazi jelentőségre csak mintegy száz évvel később tett szert, amikor Lüszimakhosz trák király a pergamoni fellegvárban helyezte el (akkori szemmel nézve jelentős vagyont, mintegy kilencezer tálentumot őrző) kincstárát. A király pergamoni helytartója, Philetairosz azonban i. e. 282-ben elárulta az uralkodót, és annak ellenfeléhez, Szeleukoszhoz pártolt át, aki ezért Lüszimakhosz legyőzése után engedte, hogy vazallusa a korábbinál lényegesen önállóbban irányítsa a várost. Philetairosz utódai, Eumenész, illetve I. Attalosz uralkodása alatt Pergamon végleg függetlenedett a szeleukida birodalomtól, és az azt, valamint a többi makedón utódállamot megdöntő Rómával alakított szövetséget, ami kedvezően hatott fejlődésére.[forrás?] Folyamatosan növelte kiterjedését: előbb Müsziát, Phrügiát és Lüdiát, majd Lükaoniát, Piszidiát és Pamphüliát csatolta magához. Ezzel az attalidák alatt a leghatalmasabb ország lett Kis-Ázsiában. Az uralkodók a birodalom kulturális színvonalát is igyekeztek növelni: hírneves iskolával, középületekkel és könyvtárral díszítették városukat (sokszor rablással gyarapítva a műgyűjteményeket és a könyvtárat).
i. e. 133-ban az utolsó pergamoni uralkodó, az utód nélkül elhunyt III. Attalosz a római államot tette birodalmának örökösévé. A rómaiak legyőzték a trónkövetelő Arisztonikoszt, és i. e. 129-ben Asia néven római tartományt alakítottak ki Pergamonból. Uralkodóinak listáját lásd itt.

## A könyvtár és a pergamen

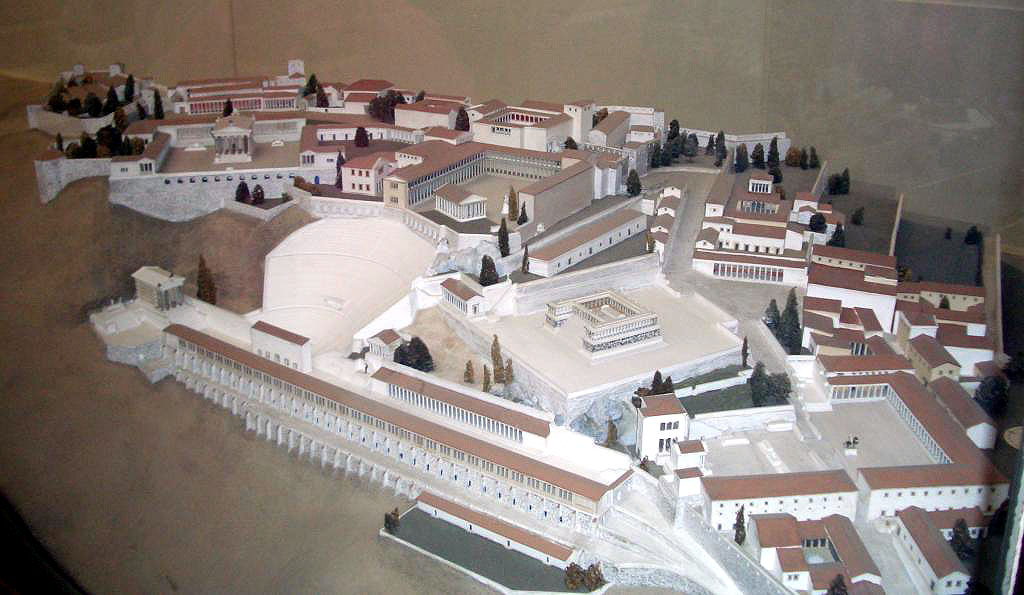
Az ókori Pergamon makettje

II. Eumenész nagy műveltségű uralkodó volt, aki az alexandriai könyvtár mintájára megalapította a pergamoni könyvtárat.[forrás?] Az egyiptomi Ptolemaioszok a rivalizálás miatt megtiltották számukra a papirusz kivitelét. E kényszer hatására kifejlesztették a pergament, azaz az állati bőrből fehérített, vékonyított, kétoldalas írásra alkalmas lapokat. A pergamenlapokat, a korábbi tekercsekkel ellentétben, könyv formában lehetett használni.[forrás?]

## A feltárás

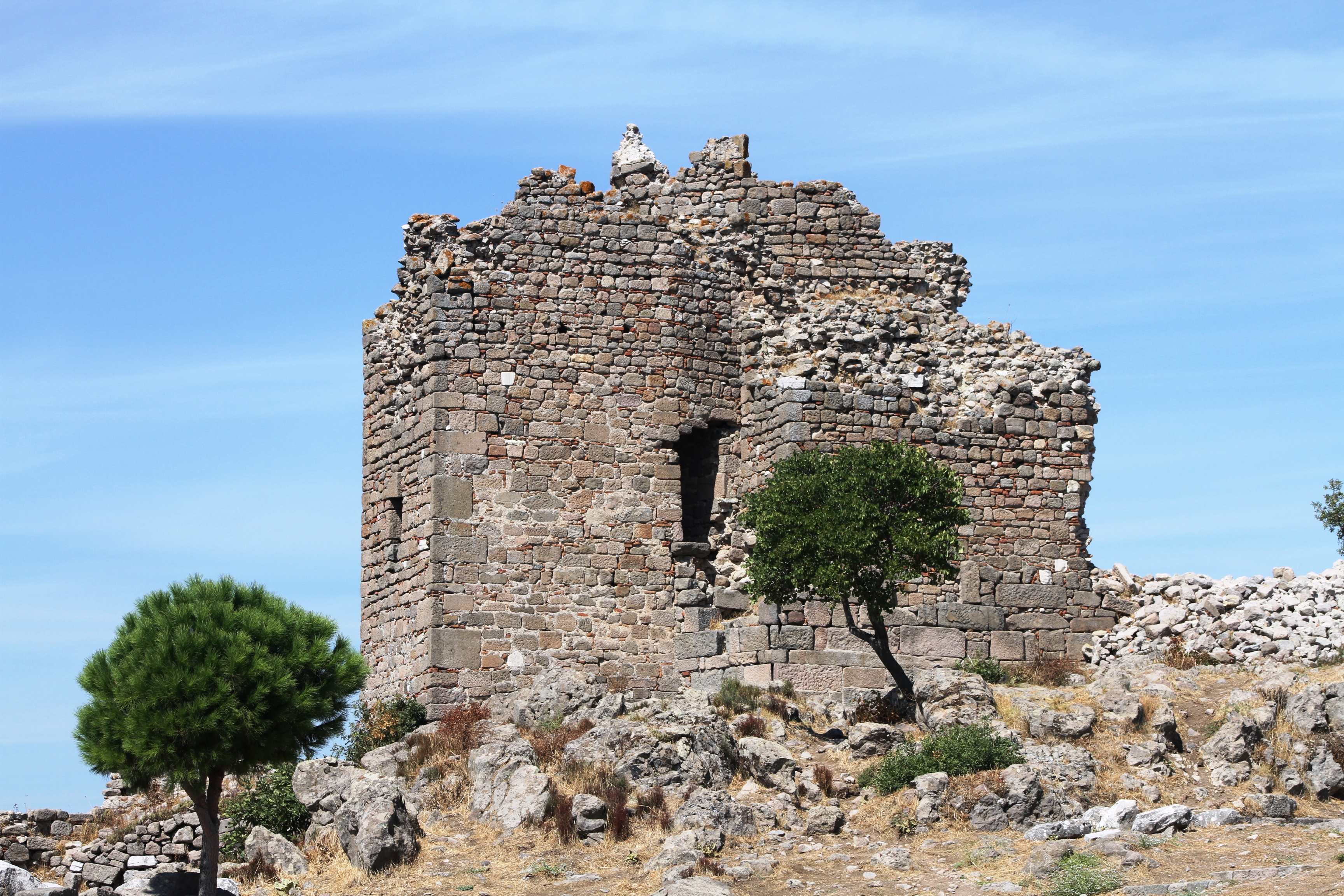
Az akropolisz romjai

A pergamoni ásatások, különösen Humann és Conze kutatásai (1878–1886) gazdag anyagot szolgáltattak az i. e. III. és II. sz. görög kultúrájának ismeretéhez. A várost a várhegy környékén, gondosan aláfalazott teraszokon építették. Az alsóbb szinteken állt több híres szentély (Aszklépiosz, Athéna), valamint a színház és a csarnokokkal ellátott könyvtárépület; fent a hegytetőn a királyi palota és a Trajaneum (a római világuralom temploma). A legismertebb a piac felett kiásott Zeusz-oltár, amelynek domborművei az istenek és a gigászok küzdelmét ábrázolják, a központban Zeusz és Pallasz Athéné alakjaival.
Az oltár korhűnek szánt rekonstrukciója Berlinben a Pergamonmuseum egyik legfőbb nevezetessége.

## Szakirodalom
- Turgay Tuna: Pergamon MERT Ltd. Istanbul ISBN 975-285-048-0
- Elisabeth Rohde: Pergamon – Burgberg und Altar Henschelverlag, Berlin, 1982. Best. No.:625-351 1
- Dr Erik Hühn (szerk.): Schätze der Weltkultur (Staatliche Museen zu Berlin 1981. Best.No.: 748/43/82